# Heart of the Congos
Heart of the Congos – debiutancki album jamajskiej grupy The Congos, wydany w 1977 roku. Został wyprodukowany przez Lee Perry’ego i jest uważany za jedną z jego najlepszych produkcji.

## Lista utworów
Wszystkie utwory napisane przez Cedrica Mytona i Roydela Johnsona, oprócz utworów 1 i 2 napisanych przez Cedrica Mytona, Roydela Johnsona and Lee Perry’ego.

### Strona pierwsza
1. "Fisherman"
2. "Congoman"
3. "Open Up the Gate"
4. "Children Crying"
5. "La La Bam-Bam"

### Strona druga
1. "Can't Come In"
2. "Sodom and Gomorrow"
3. "The Wrong Thing"
4. "Ark of the Covenant"
5. "Solid Foundation"

## CD

### CD 1
1. "Fisherman" – 6:03
2. "Congoman" – 6:38
3. "Open up the Gate" – 1:28
4. "Children Crying" – 1:12
5. "La La Bam-Bam" – 3:51
6. "Can't Come In" – 5:51
7. "Sodom and Gomorrow" – 6:10
8. "The Wrong Thing" - 5:31
9. "Ark of the Covenant" – 6:18
10. "Solid Foundation" – 5:56
11. "At the Feast" – 3:38
12. "Nicodemus" – 7:36

### CD 2
1. "Congoman" (12" mix) – 6:17
2. "Congoman Chant" – 6:17
3. "Bring the Mackaback" – 4:03
4. "Noah Sugar Pan" – 3:27
5. "Solid Foundation" (Disco Cork Mix) – 5:57

## Personnel
Wyprodukowane przez The Congos i Lee "Scratch" Perry'ego.
Nagrane w studio Black Ark 1976–77, Cardiff Crescent, Washington Gardens, Kingston, Jamajka.
- The Congos – Cedric Myton i Roy "Ashanti" Johnson
- Bas – Boris Gardiner, Geoffrey Chung (on "Fisherman")
- Bębny – Lowell "Sly" Dunbar, Mikey "Boo" Richards, Paul (on "Fisherman")
- Gitara rytmiczna – Robert "Billy" Johnson
- Gitara główna – Ernest Ranglin
- Organy – Winston "Brubeck" Wright (bas na "Congoman")
- Fortepian – Keith Stewart
- Perkusja – Noel "Skully" Simms, Uziah "Sticky" Thompson, Lee Perry
- Dodatkowy wokal – The Meditations, Watty "King" Burnett, Gregory Isaacs (na "La La Bam-Bam"), Earl Morgan and Barry Llewellyn (on "La La Bam-Bam"), Candy McKenzie (na "Children Crying")